# Шевченки (Миргородський район)
Шевче́нки —  село в Україні, у Заводській міській громаді Миргородського району Полтавської області. Населення становить 99 осіб. Органом місцевого самоврядування раніше була Пісківська сільська рада, а нині центр громади знаходиться у місті Заводське.

## Географія
Село Шевченки знаходиться на відстані 2 км від сіл Пучківщина та Долинка. По селу протікає пересихаючий струмок з загатою.